# The Babysitter: Killer Queen
The Babysitter: Killer Queen ist eine US-amerikanische Horrorkomödie von McG aus dem Jahr 2020 und die Fortsetzung zu The Babysitter. Die Veröffentlichung erfolgte weltweit am 10. September 2020 auf Netflix.

## Handlung
Zwei Jahre nach den Ereignissen des ersten Teils geht Cole mittlerweile auf die High School und versucht weiterhin, alle von seinen Erlebnissen zu überzeugen. Zu seiner Enttäuschung denkt jeder, bis auf Melanie, dass er Wahnvorstellungen habe. Seine Eltern bestehen darauf, dass Cole seine Medikamente nimmt und planen ihn, ohne sein Wissen, in eine psychiatrische Anstalt einweisen zu lassen. Als Cole das herausfindet, fährt er mit Melanie, ihrem Freund Jimmy, und deren Freunden Diego und Boom-Boom zu einer Party am See. 
Dort angekommen sieht Cole Phoebe, eine neue Mitschülerin, wie sie mit einem Jetski auf den See hinaus fährt. Später auf dem Boot von Jimmys Onkel spielen die fünf Schüler ein Spiel, als Melanie plötzlich Boom-Boom mit einem Schürhaken umbringt und ihr Blut sammelt. Sie eröffnet Cole, dass sie ihm geglaubt hat, da sie im selben dämonischen Kult ist wie die Antagonisten des ersten Teils. Sie benötigen erneut sein Blut um ihre Wünsche in Erfüllung gehen zu lassen. Nacheinander tauchen Sonya, Allison, Max und John, die Kultmitglieder des ersten Teils, auf dem Boot auf und treiben Cole in die Enge. Plötzlich taucht Phoebe auf dem Boot auf, um nach Benzin zu fragen, sieht jedoch die Leiche und kann vorerst mit Cole fliehen. 
An Land angekommen erzählt Cole Phoebe alles, die ihm glaubt. Die Mitglieder des Kults spüren die beiden jedoch auf und Sonya versucht, sie mit einem Flammenwerfer zu töten. Dank des Autos eines Fremden und einem Surfboard können Cole und Phoebe Sonya jedoch töten und fliehen. Sie werden jedoch erneut von Allison gefunden, können diese aber in einer Felsspalte ablenken und töten. Cole und Phoebe fliehen auf ein Motorboot und fahren erneut auf den See hinaus, jedoch konnte auch Max auf das Boot gelangen und versucht nun seinerseits, die beiden zu töten. Phoebe schafft es jedoch, Max ins Wasser zu stoßen, wo er von den Propellern des Bootes getötet wird. 
Cole und Phoebe retten sich in eine alte Hütte, die der Familie von Phoebe gehört und wollen sich dort bis zum Tagesanbruch verschanzen. Im Bunker der Hütte erzählt Phoebe, dass sie sich für den Tod ihrer Eltern verantwortlich fühlt, die bei einem Autounfall gestorben sind als Phoebe sechs Jahre alt war. Die beiden kommen sich näher und schlafen schließlich miteinander. Melanie ruft in der Zwischenzeit Coles Vater Archie an, der mittlerweile schon nach Cole gesucht hat, und gibt vor betrunken zu sein und bittet um Abholung. In Wirklichkeit versucht Melanie, Archie als Köder zu benutzen, um Cole aus dem Bunker zu locken. Melanies Vater Juan und Archie machen sich auf dem Weg zu der Hütte, jedoch geht der Plan nach hinten los, als Cole und Phoebe, mit einer Armbrust bewaffnet, den Bunker verlassen und John mithilfe eines Kronleuchters töten. Archie spritzt seinem Sohn ein Betäubungsmittel und kann mit ihm entkommen. Aus Wut tötet Melanie ihren Vater und nimmt Phoebe als Köder gefangen. 
An einer Tankstelle kommt Cole wieder zu sich, sperrt seinen Vater aus dem Auto aus und fährt zurück zum See, um Phoebe zu retten. In einer Bucht hat Melanie alles für das Ritual vorbereitet, als Cole auftaucht und sich freiwillig als Opfer zur Verfügung stellt. Kurz bevor Melanie das Ritual beginnt, stellt sie die eigentliche Drahtzieherin der ganzen Aktion vor: Bee. Mit Beginn des Rituals werden die verstorbenen Kultmitglieder wieder zum Leben erweckt. Melanie nimmt Cole Blut ab und vermengt es in einem Kelch mit dem Blut von Boom-Boom. Alle Kultmitglieder trinken von dem Blut, doch der Plan geht nicht auf, da Cole nicht mehr unschuldig ist, da er mit Phoebe geschlafen hat. Nacheinander lösen sich die Kultmitglieder auf und verschwinden schließlich ganz. 
Lediglich Bee, die nicht vom Blut getrunken hatte, überlebt. Sie klärt Cole auf, dass sie ebenso Phoebes Babysitter war und diese den Unfall verursacht hatte, der Phoebes Eltern tötete. Bee ging mit dem Teufel einen Pakt ein, um Phoebes Leben zu retten. Ebenso erklärt sie, dass sie für all die Entwicklungen des Abends verantwortlich gewesen sei. So hat sie zum Beispiel das Benzin aus Phoebes Jetski abgezapft, damit diese nach Benzin fragt und so Cole zu Hilfe kommen konnte. Da Bee jedoch aufgrund des Paktes mit dem Teufel ebenfalls wie die anderen ein Dämon sei, trinkt sie aus dem Kelch, um die Sache ein für alle Mal zu beenden. Archie taucht auf und erklärt, dass er alles mitbekommen hat und Cole nun endlich glaubt.

## Produktion
Im September 2019 wurde bestätigt, dass Judah Lewis, Samara Weaving, Hana Mae Lee, Bella Thorne, Robbie Amell, King Bach, Emily Alyn Lind, Leslie Bibb und Ken Marino für die Fortsetzung wiederkehren werden. Im Oktober 2019 wurde außerdem bekanntgegeben, dass Jenna Ortega eine Hauptrolle verkörpern wird. Die Dreharbeiten fanden 2019 in Los Angeles, Kalifornien statt.